# Municipio de San Ignacio Cerro Gordo
San Ignacio Cerro Gordo es un municipio de la región Altos Sur, en el estado de Jalisco, México. Fue parte de la provincia de Nueva Galicia, actual Nayarit y Jalisco, en el Reino de Nueva Galicia entre su fundación y 1786, y de la Intendencia de Guadalajara de 1786 a 1821. A su vez forma parte de la macrorregión del Bajío. San Ignacio se constituyó como el municipio número 125 del estado de Jalisco el 1 de enero del año 2007, luego de que el Congreso del Estado de Jalisco aprobó que se constituyera como tal por cubrir los requisitos que marca la constitución jalisciense, mediante Decreto número 20371, publicado en el Periódico Oficial El Estado de Jalisco, el 30 de diciembre de 2003.
Los primeros habitantes del Cerro Gordo fueron otomíes, pero se les designó como bapames, pinos, otomatlatolin, amultecas, coras, cocas, tepehuanos, huicholes, tecos, tecuexes, tecuanes, tecumalmes y tecoximes. Estas tribus procedían de la Mesa Central. Su peregrinar se fue hacia los rumbos de Teocaltiche, Tepatitlán y Arandas, contando con la protección montañosa y aún más era un paso obligado a su recorrido. Esa tribu habitó el legendario Cerro Gordo, hoy conocido así y como el Picacho, San Miguel el Alto o Atoyanalco, Jalostotitlán, Tepatitlán y más pueblos del oriente de Jalisco.
En el primer libro de bautismos (1792 - 1803) se hace mención como fundadores de esas tierras, españoles puros, indios y mulatos, así como también de los siguientes ranchos: El Buey, el Teposán, El Ciego, La Soledad, La Tuna, Boca de Leones, Ramblas, Santa Rosa, Jaquetas, El Pueblito, Santa María, El Carrizal, Las Hormigas, Tule, Atotonilquillo, Teocaltitlán, San José de Cerro Gordo, San Antonio de la Cruz, Las Semillas, Zacamecate; como pertenecientes a la Hacienda de Cerro Gordo o de la Trasquila.
El nombre del municipio se lo debe a San Ignacio de Loyola.

## Localización
El municipio de San Ignacio Cerro Gordo tiene una superficie de 262.270 kilómetros cuadrados, se localiza en el centro oriente del Estado de Jalisco, limita al norte con San Miguel el Alto; al sur con el municipio de Arandas; al este con el municipio de Arandas; y al oeste con Tepatitlán de Morelos. Se localiza entre los 20°44′ de latitud Norte y los 102°31′ de longitud oeste del meridiano de Greenwich. Anteriormente pertenecía al municipio de Arandas

## Población
Es una región semirrural, sin embargo, en los últimos años ha presentando un proceso de conurbación, es decir, la unión de localidades como si fueran una sola a partir de su continuidad urbana (vecindad sin separación física), como es el caso de San Ignacio Cerro Gordo y La Virgencita.
La región de Cerro Gordo está constituida por 80 localidades. El surgimiento de localidades es una característica importante de la Región, un caso extremo de esta tendencia es el de la localidad de presa de Barajas Crucero, que de no aparecer en el censo de 1990 por tener cero habitantes o menos de tres viviendas pasó a tener, cinco años después, cerca de 250 habitantes que representan a más del 1.5 por ciento de la población total de la región y la coloca entre las siete localidades más grande de la zona. San Ignacio tiene una población estimada de 20 mil 323 habitantes, según datos del censo que se aplicó para la municipalización; los pobladores de esta Región también tenderían a concentrarse en su localidad principal, esto es, en la localidad de San Ignacio Cerro Gordo. Al respecto, en 1995 este poblado concentró al 52 por ciento de los habitantes (8,487 habs), en el 2000 agrupa al 52.2 por ciento (9,151 habitantes.) y se espera que en el 2005 concentre cerca del 53 por ciento del total de habitantes del municipio (10,294 habitantes.)

### Localidades
En el censo de 2020 el municipio de San Ignacio Cerro Gordo contaba con 77 localidades.
| Código INEGI      | Localidad               | Población (2020) |
| ----------------- | ----------------------- | ---------------- |
| 141250001         | San Ignacio Cerro Gordo | 10 521           |
| Otras localidades | Otras localidades       | 7 820            |
| Total municipal   | Total municipal         | 18 341           |

## Escudo de armas
El municipio conserva el escudo representativo que fue hecho siendo delegación San Ignacio Cerro Gordo, por José Luis Orozco Palos . El lema del municipio es “Manos que trabajan, corazones que aman”.
Tiene como elementos este escudo:
La espada. Símbolo de la conquista y conservación de sus valores morales y espirituales.
La caña de maíz. Como el principal cultivo que durante muchos siglos sus habitantes cultivaron y les sirvió de alimento.
El Cerro Gordo, como característica de lugar. Panorama geográfico, las faldas del Cerro Gordo, del cual toma parte de su nombre, siendo su clima no extremoso. (La montaña de Cerro Gordo forma parte del Municipio de San Ignacio en un 30% y Tepatitlán de Morelos en un 70% de superficie).
Oveja con estandarte. Hace referencia a la fundación del lugar y la oveja como parte de la producción de lana que se tenía en la hacienda y que llevaban las ovejas al casco principal para cortarles la lana.
Horno de ladrillo. Una de las principales actividades a que se dedica la población es la fabricación de ladrillo para construcción.
Mezcal. Cultivo principal que sirve para la producción de tequila.

## Gobierno

### Presidentes municipales
| Presidente municipal       | Período               | Partido político | Notas                              |
| Benjamín Orozco Vásquez    | 01-01-2007–31-12-2009 | PAN              |                                    |
| Arturo Orozco Aguilar      | 01-01-2010–30-09-2012 | PAN              |                                    |
| Alberto Orozco Orozco      | 01-10-2012–30-09-2015 | PRI PVEM         | Coalición "Compromiso por Jalisco" |
| José Cleofas Orozco Orozco | 01-10-2015–30-09-2018 | PRI              |                                    |
| José Cleofas Orozco Orozco | 01-10-2018–30-09-2021 | PRI              | Fue reelegido el 01-07-2018        |
| Noé Plascencia González    | 01-10-2021–           | PRI              |                                    |